# Falaq-2

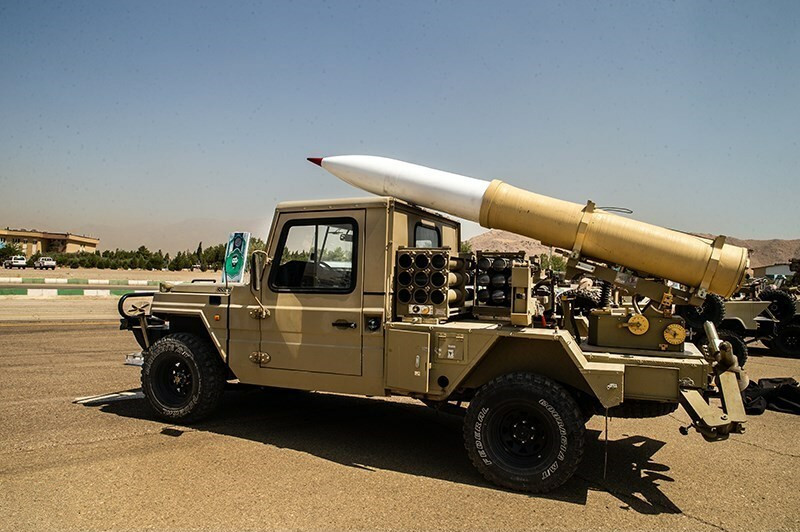
Auf einem LKW montierte Falaq-2-Raketen. Die Falaq-2-Rakete wurde teilweise in das Abschussrohr eingeführt.

Die Falaq-2-Rakete ist die zweite Generation der ungelenkten Falaq-Artillerieraketensysteme aus iranischer Produktion. Das System wurde in den 1990er Jahren von Shahid Bagheri Industries entwickelt.

## Technik
Es wird für möglich gehalten, dass die ungelenkte 333-mm-Artillerierakete des Falaq-2-Artillerieraketensystems mit den Systemen Shahin-1 und Shahin-2 mit größerer Reichweite verwandt ist. Das gleiche Chassis wird als Startplattform für das iranische Falaq-2 verwendet, das über einen einzelnen, am Heck montierten Rohrwerfer verfügt. Dieser schießt eine einzelne ungelenkte 333-mm-Artillerierakete mit einer maximalen Reichweite von 10.800 m ab.
Die Falaq-2 ist eine Rakete mit einem Durchmesser von 333 mm. Sie wiegt 255 kg und hat einen 120 kg schweren Sprengkopf, der 60 kg Sprengstoff fasst.

## Einsätze
Es gibt zahlreiche Hinweise darauf, dass im syrischen Bürgerkrieg Falaq-2-Raketen eingesetzt wurden.

## Nutzerstaaten
- Iran
- Syrien